# Drevjetjärnen
Drevjetjärnen är en sjö i Storumans kommun i Lappland och ingår i Umeälvens huvudavrinningsområde. Sjön har en area på 0,0454 kvadratkilometer och ligger 518 meter över havet. Drevjetjärnen ligger i Bubergsreservatet Natura 2000-område.

## Delavrinningsområde
Drevjetjärnen ingår i det delavrinningsområde (719964-158865) som SMHI kallar för Mynnar i Mejvanbäcken. Medelhöjden är 504 meter över havet och ytan är 51,32 kvadratkilometer. Det finns inga avrinningsområden uppströms utan avrinningsområdet är högsta punkten. Jåvanbäcken som avvattnar avrinningsområdet har biflödesordning 3, vilket innebär att vattnet flödar genom totalt 3 vattendrag innan det når havet efter 225 kilometer. Avrinningsområdet består mestadels av skog (73 procent) och sankmarker (25 procent). Avrinningsområdet har 0,48 kvadratkilometer vattenytor vilket ger det en sjöprocent på 0,9 procent.